# Coilia macrognathos
Cá mào gà đỏ hay còn gọi là cá mồng gà (Danh pháp khoa học: Coilia macrognathos), tên theo tiếng Anh: Longjaw grenadier anchovy là một loài cá trong họ cá trổng Engraulidae thuộc bộ cá trích Clupeiformes, sống ở cửa sông, nước lợ và thưởng đi vào vùng nước ngọt. Cá có giá trị thương phẩm và được khai thác ở một số nơi.

## Phân bố
Cá phân bố ở Ấn Độ-Thái Bình Dương: Sarawak và vùng biển phía tây của Kalimantan. phân bố ở Đông Thái Bình Dương, Sarawark, Kalimantan, Thái Lan và Việt Nam. Cá được tìy chủ yếu ở các sông lớn. Tại An Giang, cá phân bố rộng khắp trên toàn tỉnh, tập trung nhiều trên các sông lớn tại khu vực Long Xuyên và Chợ Mới. Cá được thu mẫu tại tất cả các huyện thuộc tỉnh An Giang. Tuy nhiên vào tháng 4 và tháng 5, cá xuất hiện nhiều ở sông thuộc huyện Chợ Mới và Long Xuyên

## Đặc điểm
Đầu nhỏ, ngắn, hơi dẹp bên, không phủ vảy. Thân thon dài, dẹp 2 bên nhất là ở phần đuôi. Bụng tròn, lườn bụng bén có 1 hàm gai nhỏ, nhọn hướng về phía sau, các gai này kéo dài từ gốc vi bụng đến lỗ hậu môn. Hàm trên dài. Vây ngực có 6 tia vi, tia đuôi không phân nhánh dài hơn vi đuôi. Gai lưng không có, Gai hậu môn cũng không có. Tia hậu môn ngắn: 80. Cá có kích thước từ 7,7-7,9 cm ứng với trọng lượng 1,4–1,6gr. Cá thu được tại An Giang có kích thước nhỏ, thường từ 7–10 cm. Thức ăn của cá bao gồm các loài tảo, phiêu sinh động vật, giáp xác cỡ nhỏ và côn trùng. 